# Stauanlage Heimbach
Die Stauanlage Heimbach in Heimbach (Eifel) dient zusammen mit dem Staubecken Obermaubach als Ausgleichsbecken für die Wasserkraftwerke der Urfttalsperre (Kraftwerk Heimbach) und der Rurtalsperre. Es gleicht die Wasserstandsschwankungen (Urftwelle) aus, die durch den stoßweisen Betrieb der Wasserkraftwerke der beiden größeren Talsperren entstehen.
Die kleine Talsperre mit einer Gewichtsstaumauer aus Stampfbeton liegt direkt unterhalb der Rurtalsperre an der Rur im Kreis Düren, Nordrhein-Westfalen. Betrieben wird sie vom Wasserverband Eifel-Rur. Sie hat ein eigenes Wasserkraftwerk mit einer Leistung von 775 kW. Der Überlauf ist wehrartig und hat eine 18 m breite Fischbauchklappe um den Wasserstand zumindest bei fast vollständiger Füllung anzupassen.

## Nutzung zur Naherholung
Der Betreiber der Talsperren, der Wasserverband Eifel-Rur, bzw. die Bezirksregierung Köln, hat für die Nutzung der Gewässer Nutzungsbedingungen erlassen.